# وقت ازدواج پسرم است
وقت ازدواج پسرم است فیلمی در سبک موزیکال و کمدی و محصول سال ۱۹۵۹ کشور اتحاد جماهیر شوروی می‌باشد.